# Farol Santander Porto Alegre
El Farol Santander Porto Alegre, antiguamente llamado Santander Cultural, es un centro cultural brasileño sostenido por el Banco Santander en un edificio histórico del centro de la ciudad de Porto Alegre, Brasil. Se ubica en medio de la Praça da Alfândega en la rúa Sete de Setembro y su edificio fue declarado como patrimonio histórico por el IPHAE.